# Kanton Tallard
Kanton Tallard (fr. Canton de Tallard) je francouzský kanton v departementu Hautes-Alpes v regionu Provence-Alpes-Côte d'Azur. Tvoří ho devět obcí.

## Obce kantonu
- Châteauvieux
- Fouillouse
- Jarjayes
- Lardier-et-Valença
- Lettret
- Neffes
- La Saulce
- Sigoyer
- Tallard